# Campionatul European de Handbal Feminin din 2018
Campionatul European de Handbal Feminin din 2018 a fost a 13-a ediție continentală a turneului organizat de Federația Europeană de Handbal. La Congresul EHF desfășurat la Umag, în Croația, pe 20 și 21 iunie 2014, Franța a fost desemnată gazda competiției care a avut loc în decembrie 2018. A fost prima dată când Franța a găzduit o astfel de competiție, pe care a și câștigat-o, învingând în finală Rusia, cu scorul de 24–21.

## Săli
| Paris                              | Nantes                             | Montbéliard           | Nancy                                         | Brest                       |
| AccorHotels Arena 15.603 de locuri | Hall XXL Beaujoire 9.000 de locuri | Axone 6.400 de locuri | Palais des Sports Jean Weille 6.000 de locuri | Brest Arena 5.500 de locuri |
|                                    |                                    |                       |                                               |                             |

## Calificări

### Echipe calificate
| Țara          | Calificată ca                | Data obținerii calificării | Apariții anterioare în competiție1                                          |
| ------------- | ---------------------------- | -------------------------- | --------------------------------------------------------------------------- |
| Franța        | Țară gazdă                   | 21 iunie 2014              | 9 (2000, 2002, 2004, 2006, 2008, 2010, 2012, 2014, 2016)                    |
| Danemarca     | Locul 1 sau 2 în Grupa a 5-a | 24 martie 2018             | 12 (1994, 1996, 1998, 2000, 2002, 2004, 2006, 2008, 2010, 2012, 2014, 2016) |
| Muntenegru    | Locul 1 sau 2 în Grupa a 2-a | 24 martie 2018             | 5 (2010, 2012, 2014, 2016)                                                  |
| Norvegia      | Locul 1 sau 2 în Grupa 1     | 25 martie 2018             | 12 (1994, 1996, 1998, 2000, 2002, 2004, 2006, 2008, 2010, 2012, 2014, 2016) |
| Spania        | Locul 1 sau 2 în Grupa a 6-a | 30 mai 2018                | 9 (1998, 2002, 2004, 2006, 2008, 2010, 2012, 2014, 2016)                    |
| Suedia        | Locul 1 sau 2 în Grupa a 3-a | 30 mai 2018                | 10 (1994, 1996, 2002, 2004, 2006, 2008, 2010, 2012, 2014, 2016)             |
| Serbia        | Locul 1 sau 2 în Grupa a 3-a | 30 mai 2018                | 6 (2006, 2008, 2010, 2012, 2014, 2016)                                      |
| Germania      | Locul 1 sau 2 în Grupa a 6-a | 31 mai 2018                | 12 (1994, 1996, 1998, 2000, 2002, 2004, 2006, 2008, 2010, 2012, 2014, 2016) |
| Ungaria       | Locul 1 sau 2 în Grupa a 7-a | 31 mai 2018                | 12 (1994, 1996, 1998, 2000, 2002, 2004, 2006, 2008, 2010, 2012, 2014, 2016) |
| Țările de Jos | Locul 1 sau 2 în Grupa a 7-a | 31 mai 2018                | 6 (1998, 2002, 2006, 2010, 2014, 2016)                                      |
| România       | Locul 1 sau 2 în Grupa a 4-a | 31 mai 2018                | 11 (1994, 1996, 1998, 2000, 2002, 2004, 2008, 2010, 2012, 2014, 2016)       |
| Croația       | Locul 2 în Grupa 1           | 2 iunie 2018               | 9 (1994, 1996, 2004, 2006, 2008, 2010, 2012, 2014, 2016)                    |
| Rusia         | Locul 2 în Grupa a 4-a       | 3 iunie 2018               | 12 (1994, 1996, 1998, 2000, 2002, 2004, 2006, 2008, 2010, 2012, 2014, 2016) |
| Cehia         | Locul 2 în Grupa a 2-a       | 3 iunie 2018               | 5 (1996, 1998, 2006, 2014, 2016)                                            |
| Polonia       | Locul 2 în Grupa a 5-a       | 3 iunie 2018               | 5 (1994, 2002, 2004, 2012, 2016)                                            |
| Slovenia      | Cel mai bun loc 3            | 3 iunie 2018               | 5 (2002, 2004, 2006, 2010, 2016)                                            |

Notă: Aldin indică echipa campioană din acel an. Italic indică echipa gazdă din acel an.

## Arbitrii
14 perechi de arbitri au fost pre-nominalizate pe 16 iulie 2018. Pe 4 octombrie, EHF a anunțat cele 12 perechi de arbitri care au participat la turneul final.
|  | Inițial nominalizați pe 16 iulie, dar neselectați pentru turneul final |

| Arbitri           | Arbitri                                    |
| ----------------- | ------------------------------------------ |
| Austria           | Ana Vranjes Marlis Wenninger               |
| Croația           | Dalibor Jurinović Marko Mrvica             |
| Danemarca         | Karina Christiansen Line Hesseldahl Hansen |
| Franța            | Charlotte Bonaventura Julie Bonaventura    |
| Grecia            | Michalis Tzaferopoulos Andreas Bethmann    |
| Republica Moldova | Igor Covalciuc Alexei Covalciuc            |
| România           | Cristina Năstase Simona Raluca Stancu      |

| Arbitri    | Arbitri                             |
| ---------- | ----------------------------------- |
| Rusia      | Victoria Alpaidze Tatiana Berezkina |
| Serbia     | Ivan Mošorinski Aleksandar Pandžić  |
| Spania     | Andreu Marín Ignacio García         |
| Suedia     | Maria Bennani Safia Bennani         |
| Ungaria    | Péter Horváth Balázs Márton         |
| Muntenegru | Jelena Mitrović Anđelina Kažanegra  |
| Slovacia   | Boris Mandák Mário Rudinský         |

## Tragerea la sorți
Tragerea la sorți a avut loc pe 12 iunie 2018, de la ora locală 12:00, la Maison de la Radio din Paris, Franța, și a fost transmisă în direct, în engleză și franceză, pe pagina de Facebook și pe canalul YouTube ale EHF.

### Urnele valorice
Distribuția în urnele valorice a fost anunțată pe 4 iunie 2018.
| Urna 1                                    | Urna a 2-a                               | Urna a 3-a                                  | Urna a 4-a                             |
| ----------------------------------------- | ---------------------------------------- | ------------------------------------------- | -------------------------------------- |
| - Norvegia - Ungaria - Franța - Danemarca | - România - Spania - Serbia - Muntenegru | - Țările de Jos - Germania - Rusia - Suedia | - Cehia - Polonia - Croația - Slovenia |

## Grupele preliminare
În urma tragerii la sorți au rezultat următoarele grupe preliminare:
Calendarul de mai jos respectă ora locală (UTC+1).

### Grupa A
| Loc | Echipa    | MJ | V | E | Î | GM | GP | DG  | Pct | Calificare         |
| --- | --------- | -- | - | - | - | -- | -- | --- | --- | ------------------ |
| 1   | Serbia    | 3  | 2 | 0 | 1 | 84 | 73 | +11 | 4   | Grupele principale |
| 2   | Suedia    | 3  | 2 | 0 | 1 | 74 | 73 | +1  | 4   | Grupele principale |
| 3   | Danemarca | 3  | 2 | 0 | 1 | 83 | 80 | +3  | 4   | Grupele principale |
| 4   | Polonia   | 3  | 0 | 0 | 3 | 69 | 84 | −15 | 0   |                    |

| 30 noiembrie 2018 18:00 | Serbia          | 33 − 26 | Polonia        | Hall XXL Beaujoire, Nantes Asistență: 2.230 Arbitri: Tzaferopoulos, Bethmann |
| 30 noiembrie 2018 18:00 | Krpež Slezak 11 | (13−14) | Kudłacz-Gloc 6 | Hall XXL Beaujoire, Nantes Asistență: 2.230 Arbitri: Tzaferopoulos, Bethmann |
| 30 noiembrie 2018 18:00 | 3× 1×           | Raport  | 4× 1×          | Hall XXL Beaujoire, Nantes Asistență: 2.230 Arbitri: Tzaferopoulos, Bethmann |

| 30 noiembrie 2018 18:00 | Danemarca  | 30 − 29 | Suedia   | Hall XXL Beaujoire, Nantes Asistență: 3.847 Arbitri: Jurinović, Mrvica |
| 30 noiembrie 2018 18:00 | Tranborg 7 | (15−16) | Hagman 7 | Hall XXL Beaujoire, Nantes Asistență: 3.847 Arbitri: Jurinović, Mrvica |
| 30 noiembrie 2018 18:00 | 6× 2× 1×   | Raport  | 3×       | Hall XXL Beaujoire, Nantes Asistență: 3.847 Arbitri: Jurinović, Mrvica |

| 2 decembrie 2018 15:00 | Polonia      | 21 − 28 | Danemarca                  | Hall XXL Beaujoire, Nantes Asistență: 3.683 Arbitri: Horváth, Marton |
| 2 decembrie 2018 15:00 | Kobylińska 7 | (9−11)  | K. Jørgensen, Østergaard 5 | Hall XXL Beaujoire, Nantes Asistență: 3.683 Arbitri: Horváth, Marton |
| 2 decembrie 2018 15:00 | 1× 2× 1×     | Raport  | 6× 2×                      | Hall XXL Beaujoire, Nantes Asistență: 3.683 Arbitri: Horváth, Marton |

| 2 decembrie 2018 18:00 | Suedia | 22 − 21 | Serbia         | Hall XXL Beaujoire, Nantes Asistență: 3.810 Arbitri: Năstase, Stancu |
| 2 decembrie 2018 18:00 | Alm 5  | (11−13) | Krpež Slezak 7 | Hall XXL Beaujoire, Nantes Asistență: 3.810 Arbitri: Năstase, Stancu |
| 2 decembrie 2018 18:00 | 4× 1×  | Raport  | 5× 3×          | Hall XXL Beaujoire, Nantes Asistență: 3.810 Arbitri: Năstase, Stancu |

| 4 decembrie 2018 18:00 | Suedia               | 23 − 22 | Polonia | Hall XXL Beaujoire, Nantes Asistență: 3.014 Arbitri: Marín, García |
| 4 decembrie 2018 18:00 | Blomstrand, Hagman 4 | (10−5)  | Grzyb 9 | Hall XXL Beaujoire, Nantes Asistență: 3.014 Arbitri: Marín, García |
| 4 decembrie 2018 18:00 | 2× 3×                | Raport  | 5× 1×   | Hall XXL Beaujoire, Nantes Asistență: 3.014 Arbitri: Marín, García |

| 4 decembrie 2018 21:00 | Danemarca    | 25 − 30 | Serbia                | Hall XXL Beaujoire, Nantes Asistență: 3.026 Arbitri: Covalciuc, Covalciuc |
| 4 decembrie 2018 21:00 | Østergaard 6 | (13−17) | Krpež Slezak, Lekić 8 | Hall XXL Beaujoire, Nantes Asistență: 3.026 Arbitri: Covalciuc, Covalciuc |
| 4 decembrie 2018 21:00 | 4× 3×        | Raport  | 2×                    | Hall XXL Beaujoire, Nantes Asistență: 3.026 Arbitri: Covalciuc, Covalciuc |

### Grupa B
| Loc | Echipa     | MJ | V | E | Î | GM | GP | DG  | Pct | Calificare         |
| --- | ---------- | -- | - | - | - | -- | -- | --- | --- | ------------------ |
| 1   | Franța (H) | 3  | 2 | 0 | 1 | 78 | 67 | +11 | 4   | Grupele principale |
| 2   | Rusia      | 3  | 2 | 0 | 1 | 77 | 75 | +2  | 4   | Grupele principale |
| 3   | Muntenegru | 3  | 1 | 0 | 2 | 79 | 81 | −2  | 2   | Grupele principale |
| 4   | Slovenia   | 3  | 1 | 0 | 2 | 82 | 93 | −11 | 2   |                    |

| 29 noiembrie 2018 21:00 | Franța  | 23 − 26 | Rusia       | Palais des Sports Jean Weille, Nancy Asistență: 5.220 Arbitri: Marín, García |
| 29 noiembrie 2018 21:00 | Kanor 6 | (11−11) | Dmitrieva 8 | Palais des Sports Jean Weille, Nancy Asistență: 5.220 Arbitri: Marín, García |
| 29 noiembrie 2018 21:00 | 5× 4×   | Raport  | 4× 2×       | Palais des Sports Jean Weille, Nancy Asistență: 5.220 Arbitri: Marín, García |

| 30 noiembrie 2018 21:00 | Muntenegru  | 36 − 32 | Slovenia | Palais des Sports Jean Weille, Nancy Asistență: 1.956 Arbitri: Năstase, Stancu |
| 30 noiembrie 2018 21:00 | Radičević 7 | (18−12) | Gros 8   | Palais des Sports Jean Weille, Nancy Asistență: 1.956 Arbitri: Năstase, Stancu |
| 30 noiembrie 2018 21:00 | 6× 2×       | Raport  | 2× 3×    | Palais des Sports Jean Weille, Nancy Asistență: 1.956 Arbitri: Năstase, Stancu |

| 2 decembrie 2018 15:00 | Slovenia | 21 − 30 | Franța        | Palais des Sports Jean Weille, Nancy Asistență: 5.220 Arbitri: Covalciuc, Covalciuc |
| 2 decembrie 2018 15:00 | Gros 5   | (8−17)  | Zaadi Deuna 6 | Palais des Sports Jean Weille, Nancy Asistență: 5.220 Arbitri: Covalciuc, Covalciuc |
| 2 decembrie 2018 15:00 | 2×       | Raport  | 2× 4×         | Palais des Sports Jean Weille, Nancy Asistență: 5.220 Arbitri: Covalciuc, Covalciuc |

| 2 decembrie 2018 18:00 | Rusia      | 24 − 23 | Muntenegru  | Palais des Sports Jean Weille, Nancy Asistență: 3.229 Arbitri: Jurinović, Mrvica |
| 2 decembrie 2018 18:00 | Samohina 7 | (13−15) | Jauković 12 | Palais des Sports Jean Weille, Nancy Asistență: 3.229 Arbitri: Jurinović, Mrvica |
| 2 decembrie 2018 18:00 | 5× 3×      | Raport  | 1× 4×       | Palais des Sports Jean Weille, Nancy Asistență: 3.229 Arbitri: Jurinović, Mrvica |

| 4 decembrie 2018 18:00 | Rusia      | 27 − 29 | Slovenia | Palais des Sports Jean Weille, Nancy Asistență: 3.120 Arbitri: Tzaferopoulos, Bethmann |
| 4 decembrie 2018 18:00 | Kocetova 6 | (13−13) | Gros 12  | Palais des Sports Jean Weille, Nancy Asistență: 3.120 Arbitri: Tzaferopoulos, Bethmann |
| 4 decembrie 2018 18:00 | 3× 1×      | Raport  | 6× 3×    | Palais des Sports Jean Weille, Nancy Asistență: 3.120 Arbitri: Tzaferopoulos, Bethmann |

| 4 decembrie 2018 21:00 | Franța      | 25 − 20 | Muntenegru  | Palais des Sports Jean Weille, Nancy Asistență: 5.220 Arbitri: Horváth, Marton |
| 4 decembrie 2018 21:00 | Nze Minko 7 | (16−8)  | Radičević 6 | Palais des Sports Jean Weille, Nancy Asistență: 5.220 Arbitri: Horváth, Marton |
| 4 decembrie 2018 21:00 | 4× 3×       | Raport  | 4× 3×       | Palais des Sports Jean Weille, Nancy Asistență: 5.220 Arbitri: Horváth, Marton |

### Grupa C
| Loc | Echipa        | MJ | V | E | Î | GM | GP | DG  | Pct | Calificare         |
| --- | ------------- | -- | - | - | - | -- | -- | --- | --- | ------------------ |
| 1   | Țările de Jos | 3  | 3 | 0 | 0 | 90 | 75 | +15 | 6   | Grupele principale |
| 2   | Ungaria       | 3  | 2 | 0 | 1 | 81 | 72 | +9  | 4   | Grupele principale |
| 3   | Spania        | 3  | 1 | 0 | 2 | 78 | 78 | 0   | 2   | Grupele principale |
| 4   | Croația       | 3  | 0 | 0 | 3 | 59 | 83 | −24 | 0   |                    |

| 1 decembrie 2018 15:00 | Ungaria         | 25 − 28 | Țările de Jos | Axone, Montbéliard Asistență: 2.800 Arbitri: Alpaidze, Berezkina |
| 1 decembrie 2018 15:00 | Háfra, Kovács 5 | (11−11) | Abbingh 6     | Axone, Montbéliard Asistență: 2.800 Arbitri: Alpaidze, Berezkina |
| 1 decembrie 2018 15:00 | 5× 4×           | Raport  | 5× 1×         | Axone, Montbéliard Asistență: 2.800 Arbitri: Alpaidze, Berezkina |

| 1 decembrie 2018 18:00 | Spania | 25 − 18 | Croația | Axone, Montbéliard Asistență: 3.600 Arbitri: Bennani, Bennani |
| 1 decembrie 2018 18:00 | Pena 7 | (15−5)  | Dežić 4 | Axone, Montbéliard Asistență: 3.600 Arbitri: Bennani, Bennani |
| 1 decembrie 2018 18:00 | 3×     | Raport  | 3× 2×   | Axone, Montbéliard Asistență: 3.600 Arbitri: Bennani, Bennani |

| 3 decembrie 2018 18:00 | Croația  | 18 − 24 | Ungaria          | Axone, Montbéliard Asistență: 2.731 Arbitri: Vranes, Wenninger |
| 3 decembrie 2018 18:00 | Krsnik 8 | (9−13)  | trei jucătoare 5 | Axone, Montbéliard Asistență: 2.731 Arbitri: Vranes, Wenninger |
| 3 decembrie 2018 18:00 | 7× 1×    | Raport  | 4× 2×            | Axone, Montbéliard Asistență: 2.731 Arbitri: Vranes, Wenninger |

| 3 decembrie 2018 21:00 | Țările de Jos | 28 − 27 | Spania   | Axone, Montbéliard Asistență: 3.862 Arbitri: Bonaventura, Bonaventura |
| 3 decembrie 2018 21:00 | Groot 8       | (14−11) | Martín 6 | Axone, Montbéliard Asistență: 3.862 Arbitri: Bonaventura, Bonaventura |
| 3 decembrie 2018 21:00 | 3× 2×         | Raport  | 6× 1×    | Axone, Montbéliard Asistență: 3.862 Arbitri: Bonaventura, Bonaventura |

| 5 decembrie 2018 18:00 | Țările de Jos | 34 − 23 | Croația        | Axone, Montbéliard Asistență: 4.470 Arbitri: Christiansen, Hansen |
| 5 decembrie 2018 18:00 | Amega 8       | (17−10) | Kalaus, Turk 6 | Axone, Montbéliard Asistență: 4.470 Arbitri: Christiansen, Hansen |
| 5 decembrie 2018 18:00 | 2×            | Raport  | 2×             | Axone, Montbéliard Asistență: 4.470 Arbitri: Christiansen, Hansen |

| 5 decembrie 2018 21:00 | Ungaria   | 32 − 26 | Spania   | Axone, Montbéliard Asistență: 2.768 Arbitri: Pandžić, Mošorinski |
| 5 decembrie 2018 21:00 | Planéta 8 | (19−14) | Martín 6 | Axone, Montbéliard Asistență: 2.768 Arbitri: Pandžić, Mošorinski |
| 5 decembrie 2018 21:00 | 4× 3×     | Raport  | 2×       | Axone, Montbéliard Asistență: 2.768 Arbitri: Pandžić, Mošorinski |

### Grupa D
| Loc | Echipa   | MJ | V | E | Î | GM | GP | DG  | Pct | Calificare         |
| --- | -------- | -- | - | - | - | -- | -- | --- | --- | ------------------ |
| 1   | România  | 3  | 3 | 0 | 0 | 91 | 75 | +16 | 6   | Grupele principale |
| 2   | Germania | 3  | 2 | 0 | 1 | 87 | 89 | −2  | 4   | Grupele principale |
| 3   | Norvegia | 3  | 1 | 0 | 2 | 86 | 81 | +5  | 2   | Grupele principale |
| 4   | Cehia    | 3  | 0 | 0 | 3 | 73 | 92 | −19 | 0   |                    |

| 1 decembrie 2018 15:00 | Norvegia  | 32 − 33 | Germania         | Brest Arena, Brest Asistență: 3.520 Arbitri: Bonaventura, Bonaventura |
| 1 decembrie 2018 15:00 | Oftedal 7 | (16−15) | Bölk, Großmann 5 | Brest Arena, Brest Asistență: 3.520 Arbitri: Bonaventura, Bonaventura |
| 1 decembrie 2018 15:00 | 5× 2×     | Raport  | 6× 2×            | Brest Arena, Brest Asistență: 3.520 Arbitri: Bonaventura, Bonaventura |

| 1 decembrie 2018 18:00 | România    | 31 − 28 | Cehia            | Brest Arena, Brest Asistență: 3.098 Arbitri: Christiansen, Hansen |
| 1 decembrie 2018 18:00 | Buceschi 9 | (17−11) | Luzumová, Malá 5 | Brest Arena, Brest Asistență: 3.098 Arbitri: Christiansen, Hansen |
| 1 decembrie 2018 18:00 | 4× 1×      | Raport  | 7× 2× 1×         | Brest Arena, Brest Asistență: 3.098 Arbitri: Christiansen, Hansen |

| 3 decembrie 2018 18:00 | Germania | 24 − 29 | România     | Brest Arena, Brest Asistență: 2.106 Arbitri: Pandžić, Mošorinski |
| 3 decembrie 2018 18:00 | Behnke 8 | (11−14) | Buceschi 11 | Brest Arena, Brest Asistență: 2.106 Arbitri: Pandžić, Mošorinski |
| 3 decembrie 2018 18:00 | 4× 1×    | Raport  | 4× 2×       | Brest Arena, Brest Asistență: 2.106 Arbitri: Pandžić, Mošorinski |

| 3 decembrie 2018 21:00 | Cehia       | 17 − 31 | Norvegia     | Brest Arena, Brest Asistență: 1.734 Arbitri: Bennani, Bennani |
| 3 decembrie 2018 21:00 | Marčíková 4 | (10−20) | Aune, Løke 6 | Brest Arena, Brest Asistență: 1.734 Arbitri: Bennani, Bennani |
| 3 decembrie 2018 21:00 | 2× 3×       | Raport  | 2× 1×        | Brest Arena, Brest Asistență: 1.734 Arbitri: Bennani, Bennani |

| 5 decembrie 2018 18:00 | Germania    | 30 − 28 | Cehia       | Brest Arena, Brest Asistență: 2.930 Arbitri: Vranes, Wenninger |
| 5 decembrie 2018 18:00 | Schmelzer 7 | (16−16) | Luzumová 10 | Brest Arena, Brest Asistență: 2.930 Arbitri: Vranes, Wenninger |
| 5 decembrie 2018 18:00 | 5× 2×       | Raport  | 4× 1×       | Brest Arena, Brest Asistență: 2.930 Arbitri: Vranes, Wenninger |

| 5 decembrie 2018 21:00 | Norvegia            | 23 − 31 | România  | Brest Arena, Brest Asistență: 2.782 Arbitri: Alpaidze, Berezkina |
| 5 decembrie 2018 21:00 | Aune, Kristiansen 5 | (12−18) | Neagu 11 | Brest Arena, Brest Asistență: 2.782 Arbitri: Alpaidze, Berezkina |
| 5 decembrie 2018 21:00 | 1× 3×               | Raport  | 1× 2×    | Brest Arena, Brest Asistență: 2.782 Arbitri: Alpaidze, Berezkina |

## Grupele principale
În grupele principale, echipele își vor păstra punctele și golaverajul obținute împotriva adversarelor din grupele preliminare care se vor califica și ele în această fază. Partidele vor fi programate la orele 16:15, 18:00 și 20:45.

### Grupa I
| Loc | Echipa     | MJ | V | E | Î | GM  | GP  | DG  | Pct | Calificare   |
| --- | ---------- | -- | - | - | - | --- | --- | --- | --- | ------------ |
| 1   | Rusia      | 5  | 4 | 0 | 1 | 141 | 131 | +10 | 8   | Semifinale   |
| 2   | Franța (H) | 5  | 3 | 1 | 1 | 136 | 118 | +18 | 7   | Semifinale   |
| 3   | Suedia     | 5  | 2 | 1 | 2 | 139 | 132 | +7  | 5   | Locurile 5–6 |
| 4   | Muntenegru | 5  | 2 | 0 | 3 | 124 | 128 | −4  | 4   | Eliminate    |
| 5   | Danemarca  | 5  | 2 | 0 | 3 | 123 | 143 | −20 | 4   | Eliminate    |
| 6   | Serbia     | 5  | 1 | 0 | 4 | 131 | 142 | −11 | 2   | Eliminate    |

1. 1 2  Danemarca 24–23 Muntenegru

| 6 decembrie 2018 18:00 | Danemarca | 23 – 29 | Franța      | Hall XXL, Nantes Asistență: 5.296 Arbitri: Jurinović, Mrvica |
| 6 decembrie 2018 18:00 | Woller 5  | (11–17) | Nze Minko 6 | Hall XXL, Nantes Asistență: 5.296 Arbitri: Jurinović, Mrvica |
| 6 decembrie 2018 18:00 | 6× 3× 1×  | Raport  | 3×          | Hall XXL, Nantes Asistență: 5.296 Arbitri: Jurinović, Mrvica |

| 6 decembrie 2018 21:00 | Suedia    | 28 – 30 | Muntenegru  | Hall XXL, Nantes Asistență: 2.614 Arbitri: Tzaferopoulos, Bethmann |
| 6 decembrie 2018 21:00 | Gulldén 6 | (14–18) | Radičević 9 | Hall XXL, Nantes Asistență: 2.614 Arbitri: Tzaferopoulos, Bethmann |
| 6 decembrie 2018 21:00 | 4× 2× 1×  | Raport  | 6× 3×       | Hall XXL, Nantes Asistență: 2.614 Arbitri: Tzaferopoulos, Bethmann |

Cele două partide au fost inițial programate pe 8 decembrie, de la orele 15:00, respectiv 18:00, dar au fost reprogramate de către EHF, „în strânsă cooperare cu Comitetul de Organizare al EURO EHF Feminin 2018”, din cauza protestelor antiguvernamentale prevăzute a se desfășura în toată Franța pe 8 decembrie. Partidele s-au disputat pe 9 decembrie 2018, de la orele 15:00, respectiv 18:00.
| 9 decembrie 2018 15:00 | Suedia    | 21 – 21 | Franța      | Hall XXL, Nantes Asistență: 7.241 Arbitri: Horváth, Marton |
| 9 decembrie 2018 15:00 | Gulldén 6 | (14-11) | Lacrabère 5 | Hall XXL, Nantes Asistență: 7.241 Arbitri: Horváth, Marton |
| 9 decembrie 2018 15:00 | 1× 2×     | Raport  | 3×          | Hall XXL, Nantes Asistență: 7.241 Arbitri: Horváth, Marton |

| 9 decembrie 2018 18:00 | Serbia         | 25 – 29 | Rusia       | Hall XXL, Nantes Asistență: 6.420 Arbitri: Marín, García |
| 9 decembrie 2018 18:00 | Krpež Slezak 7 | (13–16) | Dmitrieva 7 | Hall XXL, Nantes Asistență: 6.420 Arbitri: Marín, García |
| 9 decembrie 2018 18:00 | 2×             | Raport  | 5× 2×       | Hall XXL, Nantes Asistență: 6.420 Arbitri: Marín, García |

| 10 decembrie 2018 18:00 | Danemarca  | 21 – 32 | Rusia       | Hall XXL, Nantes Asistență: 2.812 Arbitri: Tzaferopoulos, Bethmann |
| 10 decembrie 2018 18:00 | Heindahl 5 | (9–14)  | Viahireva 9 | Hall XXL, Nantes Asistență: 2.812 Arbitri: Tzaferopoulos, Bethmann |
| 10 decembrie 2018 18:00 | 6× 3×      | Raport  | 7× 3× 1×    | Hall XXL, Nantes Asistență: 2.812 Arbitri: Tzaferopoulos, Bethmann |

| 10 decembrie 2018 21:00 | Serbia          | 27 – 28 | Muntenegru       | Hall XXL, Nantes Asistență: 2.307 Arbitri: Năstase, Stancu |
| 10 decembrie 2018 21:00 | Krpež Slezak 12 | (15–12) | trei jucătoare 6 | Hall XXL, Nantes Asistență: 2.307 Arbitri: Năstase, Stancu |
| 10 decembrie 2018 21:00 | 2×              | Raport  | 3×               | Hall XXL, Nantes Asistență: 2.307 Arbitri: Năstase, Stancu |

| 12 decembrie 2018 15:45 | Danemarca | 24 – 23 | Muntenegru  | Hall XXL, Nantes Asistență: 3.811 Arbitri: Covalciuc, Covalciuc |
| 12 decembrie 2018 15:45 | Hansen 6  | (15–11) | Radičević 7 | Hall XXL, Nantes Asistență: 3.811 Arbitri: Covalciuc, Covalciuc |
| 12 decembrie 2018 15:45 | 5× 3×     | Raport  | 3×          | Hall XXL, Nantes Asistență: 3.811 Arbitri: Covalciuc, Covalciuc |

| 12 decembrie 2018 18:00 | Suedia    | 39 – 30 | Rusia      | Hall XXL, Nantes Asistență: 3.848 Arbitri: Horváth, Marton |
| 12 decembrie 2018 18:00 | Hagman 17 | (18–17) | Samohina 6 | Hall XXL, Nantes Asistență: 3.848 Arbitri: Horváth, Marton |
| 12 decembrie 2018 18:00 | 2× 1×     | Raport  | 3×         | Hall XXL, Nantes Asistență: 3.848 Arbitri: Horváth, Marton |

| 12 decembrie 2018 21:00 | Serbia           | 28 – 38 | Franța      | Hall XXL, Nantes Asistență: 7.046 Arbitri: Marín, García |
| 12 decembrie 2018 21:00 | trei jucătoare 5 | (14–18) | Nze Minko 9 | Hall XXL, Nantes Asistență: 7.046 Arbitri: Marín, García |
| 12 decembrie 2018 21:00 | 2× 1×            | Raport  | 2× 1×       | Hall XXL, Nantes Asistență: 7.046 Arbitri: Marín, García |

### Grupa a II-a
| Loc | Echipa        | MJ | V | E | Î | GM  | GP  | DG  | Pct | Calificare   |
| --- | ------------- | -- | - | - | - | --- | --- | --- | --- | ------------ |
| 1   | Țările de Jos | 5  | 4 | 0 | 1 | 128 | 126 | +2  | 8   | Semifinale   |
| 2   | România       | 5  | 3 | 0 | 2 | 140 | 132 | +8  | 6   | Semifinale   |
| 3   | Norvegia      | 5  | 3 | 0 | 2 | 155 | 131 | +24 | 6   | Locurile 5–6 |
| 4   | Ungaria       | 5  | 3 | 0 | 2 | 139 | 146 | −7  | 6   | Eliminate    |
| 5   | Germania      | 5  | 2 | 0 | 3 | 132 | 137 | −5  | 4   | Eliminate    |
| 6   | Spania        | 5  | 0 | 0 | 5 | 127 | 149 | −22 | 0   | Eliminate    |

1. 1 2 3  România 2 puncte, +6 golaveraj; Norvegia 2 puncte, +5 golaveraj; Ungaria 2 puncte, −11 golaveraj

| 7 decembrie 2018 18:00 | Spania   | 23 – 29 | Germania         | Palais des Sports Jean Weille, Nancy Asistență: 2.217 Arbitri: Alpaidze, Berezkina |
| 7 decembrie 2018 18:00 | Martín 7 | (11–12) | trei jucătoare 4 | Palais des Sports Jean Weille, Nancy Asistență: 2.217 Arbitri: Alpaidze, Berezkina |
| 7 decembrie 2018 18:00 | 4× 1×    | Raport  | 3× 2×            | Palais des Sports Jean Weille, Nancy Asistență: 2.217 Arbitri: Alpaidze, Berezkina |

| 7 decembrie 2018 21:00 | Ungaria | 25 – 38 | Norvegia | Palais des Sports Jean Weille, Nancy Asistență: 2.180 Arbitri: Christiansen, Hansen |
| 7 decembrie 2018 21:00 | Tóth 6  | (12–19) | Løke 7   | Palais des Sports Jean Weille, Nancy Asistență: 2.180 Arbitri: Christiansen, Hansen |
| 7 decembrie 2018 21:00 | 4× 1×   | Raport  | 5× 1×    | Palais des Sports Jean Weille, Nancy Asistență: 2.180 Arbitri: Christiansen, Hansen |

| 9 decembrie 2018 15:00 | Ungaria  | 26 – 25 | Germania | Palais des Sports Jean Weille, Nancy Asistență: 2.926 Arbitri: Pandžić, Mošorinski |
| 9 decembrie 2018 15:00 | Lukács 7 | (12–10) | Stolle 9 | Palais des Sports Jean Weille, Nancy Asistență: 2.926 Arbitri: Pandžić, Mošorinski |
| 9 decembrie 2018 15:00 | 2×       | Raport  | 1× 2×    | Palais des Sports Jean Weille, Nancy Asistență: 2.926 Arbitri: Pandžić, Mošorinski |

| 9 decembrie 2018 18:00 | Țările de Jos   | 29 – 24 | România    | Palais des Sports Jean Weille, Nancy Asistență: 3.016 Arbitri: Bonaventura, Bonaventura |
| 9 decembrie 2018 18:00 | Abbingh, Bont 6 | (11-10) | Buceschi 8 | Palais des Sports Jean Weille, Nancy Asistență: 3.016 Arbitri: Bonaventura, Bonaventura |
| 9 decembrie 2018 18:00 | 2× 1×           | Raport  | 2× 3×      | Palais des Sports Jean Weille, Nancy Asistență: 3.016 Arbitri: Bonaventura, Bonaventura |

| 11 decembrie 2018 18:00 | Spania     | 25 – 27 | România  | Palais des Sports Jean Weille, Nancy Asistență: 2.359 Arbitri: Vranes, Wenninger |
| 11 decembrie 2018 18:00 | González 6 | (12–10) | Pintea 6 | Palais des Sports Jean Weille, Nancy Asistență: 2.359 Arbitri: Vranes, Wenninger |
| 11 decembrie 2018 18:00 | 3×         | Raport  | 3× 1×    | Palais des Sports Jean Weille, Nancy Asistență: 2.359 Arbitri: Vranes, Wenninger |

| 11 decembrie 2018 21:00 | Țările de Jos | 16 – 29 | Norvegia   | Palais des Sports Jean Weille, Nancy Asistență: 1.803 Arbitri: Pandžić, Mošorinski |
| 11 decembrie 2018 21:00 | Polman 4      | (7–15)  | Jakobsen 5 | Palais des Sports Jean Weille, Nancy Asistență: 1.803 Arbitri: Pandžić, Mošorinski |
| 11 decembrie 2018 21:00 | 1×            | Raport  | 3× 1×      | Palais des Sports Jean Weille, Nancy Asistență: 1.803 Arbitri: Pandžić, Mošorinski |

| 12 decembrie 2018 15:45 | Spania  | 26 – 33 | Norvegia  | Palais des Sports Jean Weille, Nancy Asistență: 1.791 Arbitri: Bonaventura, Bonaventura |
| 12 decembrie 2018 15:45 | López 5 | (17–18) | Oftedal 8 | Palais des Sports Jean Weille, Nancy Asistență: 1.791 Arbitri: Bonaventura, Bonaventura |
| 12 decembrie 2018 15:45 | 5× 1×   | Raport  | 1×        | Palais des Sports Jean Weille, Nancy Asistență: 1.791 Arbitri: Bonaventura, Bonaventura |

| 12 decembrie 2018 18:00 | Ungaria          | 31 – 29 | România | Palais des Sports Jean Weille, Nancy Asistență: 1.844 Arbitri: Bennani, Bennani |
| 12 decembrie 2018 18:00 | Háfra, Schatzl 6 | (17–17) | Neagu 9 | Palais des Sports Jean Weille, Nancy Asistență: 1.844 Arbitri: Bennani, Bennani |
| 12 decembrie 2018 18:00 | 4× 2×            | Raport  | 2× 1×   | Palais des Sports Jean Weille, Nancy Asistență: 1.844 Arbitri: Bennani, Bennani |

| 12 decembrie 2018 21:00 | Țările de Jos    | 27 – 21 | Germania  | Palais des Sports Jean Weille, Nancy Asistență: 2.104 Arbitri: Alpaidze, Berezkina |
| 12 decembrie 2018 21:00 | Dulfer, Polman 6 | (13–11) | Geschke 5 | Palais des Sports Jean Weille, Nancy Asistență: 2.104 Arbitri: Alpaidze, Berezkina |
| 12 decembrie 2018 21:00 | 1×               | Raport  | 1×        | Palais des Sports Jean Weille, Nancy Asistență: 2.104 Arbitri: Alpaidze, Berezkina |

## Fazele eliminatorii
Arbitrii au fost anunțați pe 14 decembrie.

### Schemă
|  | Semifinale                   | Semifinale |                              |  | Finala | Finala |
|  |                              |            |                              |  |        |        |
|  | 14 decembrie                 |            |                              |  |        |        |
|  |                              |            |                              |  |        |        |
|  | Rusia                        | 28         |                              |  |        |        |
|  | Rusia                        | 28         | 16 decembrie 2018, ora 18:00 |  |        |        |
|  | România                      | 22         |                              |  |        |        |
|  | România                      | 22         | Rusia                        |  |        |        |
|  | 14 decembrie                 |            |                              |  |        |        |
|  |                              | Franța     |                              |  |        |        |
|  | Țările de Jos                | 21         |                              |  |        |        |
|  | Țările de Jos                | 21         |                              |  |        |        |
|  | Franța                       | 27         |                              |  |        |        |
|  | Franța                       | 27         | Finala mică                  |  |        |        |
|  |                              |            |                              |  |        |        |
|  | 16 decembrie 2018, ora 15:00 |            |                              |  |        |        |
|  |                              |            |                              |  |        |        |
|  | România                      | 20         |                              |  |        |        |
|  | România                      | 20         |                              |  |        |        |
|  | Țările de Jos                | 24         |                              |  |        |        |

### Meciul pentru locurile 5-6
| 14 decembrie 2018 14:00 | Suedia       | 29 – 38 | Norvegia      | AccorHotels Arena, Paris Asistență: 8.639 Arbitri: Năstase, Stancu |
| 14 decembrie 2018 14:00 | Lagerquist 7 | (14–22) | Kristiansen 6 | AccorHotels Arena, Paris Asistență: 8.639 Arbitri: Năstase, Stancu |
| 14 decembrie 2018 14:00 | 2×           | Raport  | 1× 2×         | AccorHotels Arena, Paris Asistență: 8.639 Arbitri: Năstase, Stancu |

### Semifinalele
| 14 decembrie 2018 17:30 | Rusia        | 28 – 22 | România  | AccorHotels Arena, Paris Asistență: 8.122 Arbitri: Horváth, Marton |
| 14 decembrie 2018 17:30 | Viahireva 13 | (16–15) | Dragut 4 | AccorHotels Arena, Paris Asistență: 8.122 Arbitri: Horváth, Marton |
| 14 decembrie 2018 17:30 | 2×           | Raport  | 7× 2×    | AccorHotels Arena, Paris Asistență: 8.122 Arbitri: Horváth, Marton |

| 14 decembrie 2018 21:00 | Țările de Jos | 21 – 27 | Franța      | AccorHotels Arena, Paris Asistență: 12.463 Arbitri: Marín, García |
| 14 decembrie 2018 21:00 | Abbingh 7     | (11–12) | Nze Minko 6 | AccorHotels Arena, Paris Asistență: 12.463 Arbitri: Marín, García |
| 14 decembrie 2018 21:00 | 2×            | Raport  | 3× 2×       | AccorHotels Arena, Paris Asistență: 12.463 Arbitri: Marín, García |

### Finala mică
| 16 decembrie 2018 14:00 | România         | 20 – 24 | Țările de Jos | AccorHotels Arena, Paris Asistență: 13.145 Arbitri: Vranes, Wenninger |
| 16 decembrie 2018 14:00 | Ardean-Elisei 6 | (8–15)  | Polman 7      | AccorHotels Arena, Paris Asistență: 13.145 Arbitri: Vranes, Wenninger |
| 16 decembrie 2018 14:00 | 2× 1×           | Raport  | 1×            | AccorHotels Arena, Paris Asistență: 13.145 Arbitri: Vranes, Wenninger |

### Finala
| 16 decembrie 2018 17:30 | Rusia       | 21 – 24 | Franța      | AccorHotels Arena, Paris Asistență: 14.000 Arbitri: Christiansen, Hansen |
| 16 decembrie 2018 17:30 | Viahireva 7 | (12–13) | Lacrabère 6 | AccorHotels Arena, Paris Asistență: 14.000 Arbitri: Christiansen, Hansen |
| 16 decembrie 2018 17:30 | 3× 1×       | Raport  | 2× 1×       | AccorHotels Arena, Paris Asistență: 14.000 Arbitri: Christiansen, Hansen |

## Clasament și statistici
|  | Echipe calificate la Jocurile Olimpice de vară din 2020 |
|  | Echipe calificate la Campionatul Mondial din 2019       |

| Loc | Echipă        |
| --- | ------------- |
|     | Franța        |
|     | Rusia         |
|     | Țările de Jos |
| 4   | România       |
| 5   | Norvegia      |
| 6   | Suedia        |
| 7   | Ungaria       |
| 8   | Danemarca     |
| 9   | Muntenegru    |
| 10  | Germania      |
| 11  | Serbia        |
| 12  | Spania        |
| 13  | Slovenia      |
| 14  | Polonia       |
| 15  | Cehia         |
| 16  | Croația       |

| Poz. | Nume                  | Echipă        | Goluri | Șuturi | %  | MJ |
| ---- | --------------------- | ------------- | ------ | ------ | -- | -- |
| 1    | Katarina Krpež Slezak | Serbia        | 50     | 70     | 71 | 6  |
| 2    | Eliza Buceschi        | România       | 45     | 67     | 67 | 8  |
| 3    | Cristina Neagu        | România       | 44     | 82     | 54 | 6  |
| 4    | Anna Viahireva        | Rusia         | 43     | 66     | 65 | 8  |
| 5    | Estelle Nze Minko     | Franța        | 38     | 46     | 83 | 8  |
| 6    | Estavana Polman       | Țările de Jos | 36     | 73     | 49 | 8  |
| 7    | Nathalie Hagman       | Suedia        | 35     | 50     | 70 | 6  |
| 7    | Jovanka Radičević     | Muntenegru    | 35     | 51     | 69 | 6  |
| 9    | Đurđina Jauković      | Muntenegru    | 34     | 61     | 56 | 6  |
| 10   | Stine Bredal Oftedal  | Norvegia      | 33     | 55     | 60 | 7  |
| 10   | Crina Pintea          | România       | 33     | 52     | 63 | 8  |

| Poz. | Nume             | Echipă        | %  | Parade | Șuturi | MJ |
| ---- | ---------------- | ------------- | -- | ------ | ------ | -- |
| 1    | Silje Solberg    | Norvegia      | 40 | 45     | 112    | 7  |
| 2    | Laura Glauser    | Franța        | 36 | 41     | 114    | 8  |
| 2    | Amandine Leynaud | Franța        | 36 | 60     | 165    | 8  |
| 2    | Katrine Lunde    | Norvegia      | 36 | 57     | 160    | 7  |
| 5    | Maja Vojnović    | Slovenia      | 35 | 9      | 26     | 3  |
| 6    | Blanka Bíró      | Ungaria       | 33 | 45     | 136    | 6  |
| 6    | Filippa Idéhn    | Suedia        | 33 | 61     | 184    | 7  |
| 6    | Tess Wester      | Țările de Jos | 33 | 78     | 238    | 8  |
| 9    | Iulia Dumanska   | România       | 32 | 48     | 148    | 8  |
| 9    | Anna Sedoikina   | Rusia         | 32 | 68     | 212    | 8  |
| 9    | Sandra Toft      | Danemarca     | 32 | 46     | 145    | 6  |